# Pont Vieux (Saint-Jean-du-Gard)
Le pont Vieux est situé dans le bourg de Saint-Jean-du-Gard (département du Gard), il franchit le Gardon de Saint-Jean.

## Description
Long de 124 m, c'est un pont en pierre à cinq arches en arc de plein-cintre avec dos d'âne au-dessus de l'arche principale.

## Histoire
Le pont est achevé en 1734, endommagé en 1958 par une crue et reconstruit en 1961.
Il est inscrit au titre des monuments historiques par arrêté du 30 mai 1950.